# Adela Segarra
Adela Rosa Segarra (Mar del Plata, 26 de noviembre de 1958) es una política argentina. Se desempeñó como Diputada de la Nación. Electa por el Frente para la Victoria en 2007, fue reelegida en 2011, con mandato hasta fines de 2015. Durante la última Dictadura Militar argentina sufrió la desaparición de familiares. Integra y participa de distintas comisiones legislativas, como la de la Mujer, y organizaciones de género.
Segarra representa al kirchnerismo más duro y ha jugado un papel clave en las estancias de Néstor Kirchner y Cristina Fernández de Kirchner en la presidencia.

## Biografía personal
Adela Segarra es la segunda hija de Alfredo Segarra, nacido en la localidad de Carlos Beguerie, partido de Roque Pérez y de Nelly Tacchi, oriunda de La Plata, quienes fundaron la farmacia “Segarra” en la esquina de Colón e Italia, junto al hermano de Alfredo y su mujer, Osvaldo Segarra y Antonia Acuña. Vivió una niñez tranquila junto a su hermana mayor, Carmen Segarra y sus primos Alicia, Jorge y Laura Segarra, alternado entre Mar del Plata y La Plata.
Al comenzar sus estudios secundarios, la familia se mudó a la capital provincial, Adela y Carmen asistieron al Colegio Nacional José Hernández, que depende de la Universidad Nacional de La Plata.

## Militancia
En 1973, a los 14 años, Segarra comenzó su militancia peronista en la Unión de Estudiantes Secundarios (UES), agrupación de base peronista. Un año más tarde comenzó su noviazgo con Joaquín Areta, estudiante de medicina y compañero de militancia. En 1976, con 17 años, Adela junto a Joaquín pasaron a la clandestinidad; también lo hicieron su hermana Carmen con su compañero Ricardo Poce y sus primos Alicia, Jorge y Laura.

### En dictadura
El 18 de junio de 1976, Segarra se casó con Areta y el 24 de mayo de 1977 nació Jorge Ignacio, su primer hijo. 
El 29 de junio de 1978, desaparece Joaquín junto a Jorge Segarra. Ese mes, el día 21 desaparecen Alicia Segarra, embarazada de 2 meses y medio y su compañero Carlos María Mendoza y el día 23 desaparecen Laura Segarra, embarazada de 9 meses y su compañero Pablo Torres. En diciembre de 1978 desaparece Ricardo Poce y a partir de ese momento, Adela y Carmen comienzan su exilio del país acompañadas por sus hijos, llegando en mayo de 1979 a París. En el exilio siguen militando orgánicamente y Adela amplia la familia incorporando a Fernanda Raverta, Ana y Laura. Durante estos años la militancia incluyó la denuncia de horrores de la dictadura. desde distintos lugares de Europa y Latinoamérica. 
Entre 1981 y 1982, aún durante la Dictadura Militar argentina, Segarra vuelve al país con sus cuatro hijos; radicándose en La Matanza. Continúa con su militancia en esa localidad, mientras termina el secundario y logra graduarse en la licenciatura de trabajo social en la Universidad Nacional de Morón.

### En democracia
En 1991, regresa a su ciudad natal, donde le solicitaron que ocupase el cargo de Directora Regional del Ministerio de Desarrollo Social de la Provincia de Buenos Aires, durante la gestión de Antonio Cafiero como gobernador de la provincia.
Su militancia se orienta al área social. A partir de 2001, empieza a plantear la construcción política y social desde una red de mujeres y vuelve a asumir el cargo de Directora Provincial del área social. En 2003 se suma al proyecto de Néstor Kirchner y es candidata a Concejal en el municipio General Pueyrredón. Ese año, renuncia a la Dirección Provincial y fue designada como Secretaria de Salud y Desarrollo Humano del Municipio de General Alvarado, también trabajo en la ciudad de Miramar ocupando el cargo de Secretaria de Salud y Desarrollo Humano, al que después renuncia. A partir del 2004, se incorpora al Movimiento Evita y realiza su actividad militante desde la mesa ejecutiva de este espacio.